# One Silver Sea
One Silver Sea (一號銀海) — высотный жилой комплекс, расположенный в гонконгском районе Тайкокчёй (округ Яучимвон). Состоит из семи 47-этажных башен, в которых расположены 700 квартир, а в восточной башне также размещается пятизвёздочный отель The Olympian Hong Kong. Комплекс построен в 2003—2006 годах компанией Sino Land по проекту гонконгского архитектурного бюро Ronald Lu and Partners на месте бывшей автобусной станции Тайкокчёй.
Все семь башен имеют общий подиум с паркингом, ресторанами, магазинами и садом с бассейном на крыше. На первом этаже башни № 1 расположен детский игровой комплекс Super Park Hong Kong (горки, аттракционы, кафе).

## География
Комплекс One Silver Sea расположен в северо-западной части округа Яучимвон, на участке, отвоёванном у моря. На юге комплекс граничит с «убежищем от тайфунов» Нью-Яуматэй, вдоль которого проходит набережная Хойфай, на востоке — с высотным жилым комплексом Island Harbourview, на севере — с высотным жилым комплексом Imperial Cullinan, на западе ограничен водами залива. В шаговой доступности от One Silver Sea расположены станция метро Олимпик и торговый центр Olympian City.

## Галерея
- Набережная
- Лобби отеля
- Вход в отель